# Bulharsko na letních olympijských hrách
Bulharsko na letních olympijských hrách startuje od roku 1924. Toto je přehled účastí, medailového zisku a vlajkonošů na dané sportovní události.

## Účast na Letních olympijských hrách
| Dějiště LOH            | LOH      | Vlajkonoš                                            | Zlatá medaile | Stříbrná medaile | Bronzová medaile | Celkem |
| ---------------------- | -------- | ---------------------------------------------------- | ------------- | ---------------- | ---------------- | ------ |
| 1924 Paříž             | LOH 1924 | nebyl                                                |               |                  |                  | 0      |
| 1928 Amsterdam         | LOH 1928 | nebyl                                                |               |                  |                  | 0      |
| 1932 Los Angeles       | LOH 1932 | nebyl                                                |               |                  |                  | 0      |
| 1936 Německo           | LOH 1936 | Lyuben Doychev                                       |               |                  |                  | 0      |
| 1948 Londýn            | 1948     |                                                      |               |                  |                  | Ne     |
| 1952 Helsinky          | LOH 1952 | nebyl                                                |               |                  | 1                | 1      |
| 1956 Melbourne         | LOH 1956 | nebyl                                                | 1             | 3                | 1                | 5      |
| 1960 Řím               | LOH 1960 | nebyl                                                | 1             | 3                | 3                | 7      |
| 1964 Tokio             | LOH 1964 | nebyl                                                | 3             | 5                | 2                | 10     |
| 1968 Ciudad de México  | LOH 1968 | nebyl                                                | 2             | 4                | 3                | 9      |
| 1972 Mnichov           | LOH 1972 | Dimitar Zlatanov                                     | 6             | 10               | 5                | 21     |
| 1976 Montréal          | LOH 1976 | Aleksandar Tomov                                     | 6             | 9                | 7                | 22     |
| 1980 Moskva            | LOH 1980 | Aleksandar Tomov                                     | 8             | 16               | 17               | 41     |
| 1984 Los Angeles       | 1984     |                                                      |               |                  |                  | Ne     |
| 1988 Soul              | LOH 1988 | Vasil Etropolski                                     | 10            | 12               | 13               | 35     |
| 1992 Barcelona         | LOH 1992 | Ivaylo Yordanov                                      | 3             | 7                | 6                | 16     |
| 1996 Atlanta           | LOH 1996 | Dimo Tonev                                           | 3             | 7                | 5                | 15     |
| 2000 Sydney            | LOH 2000 | Ivo Yanakiev                                         | 5             | 6                | 2                | 13     |
| 2004 Athény            | LOH 2004 | Mariya Grozdeva                                      | 2             | 1                | 9                | 12     |
| 2008 Peking            | LOH 2008 | Petar Stoychev                                       | 1             | 1                | 3                | 5      |
| 2012 Londýn            | LOH 2012 | Jordan Jovchev                                       |               | 1                | 1                | 2      |
| 2016 Rio de Janeiro    | LOH 2016 | Ivet Lalovová (zahájení) Mihaela Maevska (zakončení) | 0             | 1                | 2                | 3      |
| 2020 Tokio             | LOH 2020 | Maria Grozdeva Josif Miladinov                       | 3             | 1                | 2                | 6      |
| 2024 Paříž             | LOH 2024 | Stanimira Petrova Lyubomir Epitropov                 | 3             | 1                | 3                | 7      |
| Celkem                 | 22       |                                                      | 57            | 89               | 85               | 231    |
| Zdroj na Olympedia.org |          |                                                      |               |                  |                  |        |